# Sommarhemmets badplats
Sommarhemmets badplats är en av Eskilstuna kommuns offentliga badplatser. Den ligger i Hyndevadsån på västra sidan av ån, strax norr om Skogstorp.

## Sommarhemmet
Badplatsen har sitt namn efter Nykteristernas sommarhem, som fanns på platsen för badet fram till 2015, då det revs.
Sommarhemmet i Skogstorp etablerades 1915 för att vara en plats för avkoppling och rekreation för medlemmarna i den 1896 i Eskilstuna grundade Godtemplarnas Ungdoms- och Idrottsförening (GUIF), en organisation som då låg inom nykterhetsrörelsen IOGT, från 1970 inom den sammanslagna IOGT-NTO. Sommarhemmet uppfördes på en stor tomt vid ån med en huvudbyggnad med veranda och hade också dansbana och teaterscen samt en badplats, som iordningställdes på 1930-talet.